# Geschichte der Architektur
Die Geschichte der Architektur umfasst ihre technische, funktionale und ästhetische Entwicklung über alle historischen Epochen hinweg, vom Beginn menschlicher Bautätigkeit bis heute.
Die Entwicklung einzelner Bau- oder Stilepochen erfolgt nach klimatischen, technischen, religiösen und kulturellen Bedürfnissen eines Kulturkreises. Durch Änderungen einzelner oder mehrerer Anforderungen und einhergehend mit Fortschritt der Technik wandeln sich auch die Bauformen. Dieser Prozess beschleunigte sich zunehmend, insbesondere seit der Moderne und der Industrialisierung. Mit dem Informationsaustausch gelangen Bauformen und Gebäudetypologien in andere Regionen. Dabei bilden sich lokale Besonderheiten heraus und der Beginn und die Dauer einer Epoche kann zeitlich variieren. Die Übergänge erfolgen meist fließend. In der zeitgenössischen Architektur gibt es eine große Vielfalt an Strömungen und Architekturauffassungen, die räumlich und zeitlich nebeneinander existieren. Hierfür gibt es in vielen Ländern (noch) keinen übergreifenden Epochenbegriff.
Bauwerke, die über Jahrzehnte hinweg entstanden, wurden oft von mehreren Baumeistern geplant, vergrößert, überbaut und den zeitlichen „Moden“ angepasst. Dadurch gestaltet es sich schwierig, die Gebäuden einer einzelnen Bauepoche (oder einem einzelnen Baustil) zuzuordnen. Seit der Neuzeit entschieden sich einige Architekten auch bewusst für den Eklektizismus, das heißt, dass sie von Anfang an historische Bauformen verschiedener Epochen für die Gestaltung des Bauwerkes nutzten.
Die Baugeschichte Europas und – von ihr abhängig – Nordamerikas ist gut erforscht, so dass sie eine Systematik von Stilelementen aufzeigt. Dies gilt nicht für viele andere Kulturkreise, beispielsweise in Asien und Afrika, da architektonische Stile bzw. Epochen dort noch wenig erforscht sind.

## Architektur in der Vorgeschichte
| Stil                      | Zeit                       | Unterteilung | Verbreitung                                         | Merkmale | Bild | Beispiele |
| ------------------------- | -------------------------- | ------------ | --------------------------------------------------- | --- | --- | --- |
| Mesolithische Architektur | 9600 v. Chr.–5500 v. Chr.  |              | Europa                                              | Bauformen: Windschirme, Schilf- und Reisighütten, selten Steinwälle Städtebau: erste Ansiedlungen Material und Technik: provisorische Konstruktionen aus örtlichen Materialien            | Modell eines mesolithischen Hütte | - Mount Sandel (Irland) |
| Neolithische Architektur  | 7600 v. Chr. –3300 v. Chr. |              | Südasien, Vorderasien, Mesopotamien, Mittelmeerraum | Bauformen: Megalithanlagen, Rechteckbauten, Bienenkorbhäuser, Srefen Städtebau: Ufersiedlungen, Siedlungshügel Material und Technik: Lehm-, Holz- und Steinbau Farbigkeit: Erdtöne, Bolus | Rekonstruktion eines neolithischen Hauses der Siedlung Çatalhöyük (Türkei)                                                                               | - Çatalhöyük (Türkei) - Tenta (Zypern) - Häuser und früher Städtebau in Jericho (Westjordanland) - Tappa Gaura (Irak) - Tell Hassuna (Irak) |
|                           | 5500 v. Chr.–2200 v. Chr.  |              | Mitteleuropa                                        | Material und Technik: Holz, an Gewässern oft in Form von Pfahlbauten | | - Jungsteinzeitliches Dorf bei Ehrenstein - Megalithanlagen von Grundoldendorf                                                              |
| 6000 v. Chr.–3000 v. Chr. |                            | Westeuropa   |                                                     | | - Stonehenge (England) - Knap of Howar (Orkney, Schottland) - Gavrinis (Frankreich) - Table des Marchand (Locmariaquer, Frankreich) - Newgrange (Irland) | |
|                           |                            | Südeuropa    |                                                     | | - Dolmen von Menga (Antequera, Spanien) | |

## Architektur nomadischer Völker
| Kulturkreis             | Zeit der traditionellen Bauweise | Verbreitung          | Merkmale                                                                   | Bild |
| ----------------------- | -------------------------------- | -------------------- | -------------------------------------------------------------------------- | ---- |
| Inuit                   | bis 1950                         | Nordamerika          | Bauformen: Iglu, Qarmaq Material und Technik: Schnee, Zelte aus Tierhäuten |      |
| Prärie-Indigene         |                                  | Great Plains, Prärie | Bauformen: Tipi                                                            |      |
| Chanten, Mansen, Nenzen |                                  | Westsibirien         | Bauformen: Tschum                                                          |      |
| Nomaden Zentralasiens   |                                  | Zentralasien         | Bauformen: Jurten                                                          |      |
| Samen                   |                                  | Skandinavien         | Bauformen: Lavvu, Kote                                                     |      |

## Afrikanische Architektur

### Frühe Hochkulturen
| Stil                          | Zeit                                             | Unterteilung                  | Dynastie                        | Verbreitung                                                                              | Merkmale | Bild | Beispiele |
| ----------------------------- | ------------------------------------------------ | ----------------------------- | ------------------------------- | ---------------------------------------------------------------------------------------- | --- | --- | --------- |
| Alt-Ägyptische Architektur    | ca. 2900 v. Chr.–1075 v. Chr.                    |                               |                                 | Ägypten                                                                                  | | |           |
|                               | 4000 v. Chr.–2900 v. Chr.                        | Prädynastik                   | 0. Dynastie                     |                                                                                          | Bauformen: Schilfhütten, Getreidesilos, einfache Gräber, rechteckige Grundrisse Technik: Übergang zum Lehmziegelbau Kleinplastik | |           |
| 2900 v. Chr.–2630 v. Chr.     | Frühdynastische Periode                          |                               |                                 | Bauformen: große Mastabas aus Lehmziegeln Großplastik, versenktes Relief                 | | |           |
| 2900 v. Chr.–2630 v. Chr.     | Frühdynastische Periode                          | 1.–2. Dynastie                |                                 | Technik: Übergang zu Steinbauten (Sakralarchitektur) Ornamentik: Wand- und Deckenmalerei | | |           |
| ca. 2630 v. Chr.–2130 v. Chr. | Altes Reich                                      | 3.–6. Dynastie                |                                 | Bauformen: Pyramiden                                                                     | | - Pyramiden von Gizeh - Djoserkomplex - Pyramiden von Medun - Pyramiden von Dahschur (Knickpyramide) - Sonnentempel von Abu Gurab |           |
| ca. 2130 v. Chr.–2040 v. Chr. | Erste Zwischenzeit                               |                               |                                 | Bauformen: Felsengräber der Gaufürsten                                                   | | |           |
| ca. 2040 v. Chr.–1650 v. Chr. | Mittleres Reich                                  |                               |                                 | Großplastik, Relief                                                                      | | - Totentempel des Mentuhotep I.                                                                                                   |           |
| ca. 1991 v. Chr.–1785 v. Chr. | Mittleres Reich                                  | 12. Dynastie                  |                                 | Bauformen: Festungsbau (Buhen) Würfelhocker                                              | | - Karnak-Tempel |           |
| ca. 1650 v. Chr.–1551 v. Chr. | Zweite Zwischenzeit (Fremdherrschaft der Hyksos) |                               |                                 | Bauformen: Felsengräber                                                                  | | |           |
| ca. 1551 v. Chr.–1075 v. Chr. | Neues Reich                                      |                               |                                 | Ornamentik: Höhepunkt der Wandmalerei                                                    | | - Totentempel der Hatschepsut - Tal der Könige - Tal der Königinnen                                                               |           |
| ca. 1551 v. Chr.–1306 v. Chr. | Neues Reich                                      | 18. Dynastie (Armana-Periode) | Theben (Ägypten), Luxor, Karnak | Bauformen: Königsgräber                                                                  | | |           |
| ca. 1306 v. Chr.–1075 v. Chr. | Neues Reich                                      | 19.–20. Dynastie              | Karnak, Luxor                   | Bauformen: Kolossaltempel Kolossal-Plastik                                               | | - Luxor-Tempel - Ramesseum - Medinet Habu - Tempel von Abu Simbel (Abu Simbel)                                                    |           |
| ca. 1075 v. Chr.–715 v. Chr.  | Dritte Zwischenzeit                              |                               |                                 |                                                                                          | | |           |
| ca. 715 v. Chr.–332 v. Chr.   | Spätzeit                                         |                               | Gründung von Alexandria         |                                                                                          | | |           |
| ca. 715 v. Chr.–332 v. Chr.   | Hellenismus                                      |                               |                                 |                                                                                          | | - Doppeltempel von Kom Ombo (Kom Ombo) - Tempel von Edfu (Edfu) - Tempel von Dendera (Dendera)                                    |           |

### Nordafrika
| Stil                       | Zeit        | Unterteilung | Verbreitung               | Bauformen | Bild | Beispiele                                                                            |
| -------------------------- | ----------- | ------------ | ------------------------- | --- | ---- | ------------------------------------------------------------------------------------ |
| Berberarchitektur          |             |              | südliches Maghreb         | Bauformen: Agadire, Tighremts, Ghorfas, Kasbah, Wohnhöhlen, Grottenbau Städtebau: Ksar Material und Technik: Stampflehm, Bruchstein, Adobe, Laterit |      | - Aït-Ben-Haddou - Nalut                                                             |
| Byzantinische Architektur  | 4.–7. Jh.   |              | Byzantinisches Reich      | Bauformen: Axialbauten (Basilika) und Zentralbauten mit zentraler Kuppel                                                                            |      |                                                                                      |
| Umayyadische Architektur   | 660–750     |              |                           | |      |                                                                                      |
| Abbassidische Architektur  | ab 750–900  |              |                           | |      | - Ibn-Tulun-Moschee (Kairo, Ägypten)                                                 |
| Fatimidische Architektur   | ab 909–1171 |              | Tunesien, Ägypten         | Bauformen: Moscheen mit drei Eingängen und ohne Minarette (Ausnahme: Al-Hakkim Moschee), Mausoleen                                                  |      |                                                                                      |
| Almoravidische Architektur | 1062–1147   |              | Marokko, Algerien         | Bauformen: Qubba |      | - Koubba Ba’Adiyn (Marrakesch, Marokko) - Palast Ksar el-Hajar (Marrakesch, Marokko) |
| Almohadische Architektur   | 1130–1269   |              | Marokko, Algerien, Libyen | |      | - Koutoubia-Moschee (Marrakesch, Marokko)                                            |
| Ayyubidische Architektur   | 1171–1252   |              | Ägypten                   | |      |                                                                                      |
| Mamlukische Architektur    | 1250–1517   |              | Ägypten                   | |      | - Moschee des Sultans Kait-Bai (Kairo, Ägypten)                                      |
| Osmanische Architektur     | 1300–1920   |              | Osmanisches Reich         | |      | - Die Sultan-Ahmed-Moschee mit ihren sechs Minaretten in Istanbul                    |
| Koptische Architektur      |             |              | Ägypten                   | |      |                                                                                      |

### Ostafrika
| Stil                                 | Zeit          | Unterteilung | Verbreitung               | Bauformen                                                               | Bild | Beispiele                            |
| ------------------------------------ | ------------- | ------------ | ------------------------- | ----------------------------------------------------------------------- | ---- | ------------------------------------ |
| Aksumitische Architektur             | ca. 1.–7. Jh. |              | Äthiopien, Eritrea, Sudan | Bauformen: Paläste, Nekropolen, Stelen Kirchen Technik: Fußbodenheizung |      | - Palast von Dungur                  |
| Christliche Architektur in Ostafrika |               |              | Äthiopien                 | Bauformen: Felsenkirchen                                                |      | - Bet Giyorgis (Lalibela, Äthiopien) |

### Westafrika
| Stil                  | Zeit | Unterteilung | Verbreitung | Bauformen                                                                                          | Bild | Beispiele                                 |
| --------------------- | ---- | ------------ | ----------- | -------------------------------------------------------------------------------------------------- | ---- | ----------------------------------------- |
| Architektur der Dogon |      |              | Mali        | Bauformen: Gehöfte, Getreidespeicher, togu-na (Versammlungshäuser) Technik: traditioneller Lehmbau |      | - Siedlung am Felsen von Bandiagara       |
| Architektur in Mali   |      |              |             | |      | - Große Moschee von Djenné (Djenné, Mali) |

### Architekturgeschichte einzelner Länder in Afrika
- Architektur in Liberia

## Amerikanische Architektur

### Präkolumbische Architektur
| Stil                         | Zeit                                | Unterteilung                               | Verbreitung                                                                   | Merkmale                                                                         | Bild | Beispiele                                                                                      |
| ---------------------------- | ----------------------------------- | ------------------------------------------ | ----------------------------------------------------------------------------- | -------------------------------------------------------------------------------- | ---- | ---------------------------------------------------------------------------------------------- |
| Wari-Architektur             | 600–1000                            |                                            | Peru                                                                          | Bauformen: Tempel, Paläste, Wasserbauwerke                                       |      | - Willkawayin (bei Willkawain, Peru)                                                           |
| Maya-Architektur             |                                     |                                            | Mexiko, Belize, Guatemala Honduras                                            | Bauformen: Pyramiden, Paläste, Triumphbögen, Observatorien                       |      | - Palenque - Tikalk                                                                            |
|                              | Präklassik (300 v. Chr.-50 n. Chr.) | Izapa-Stil                                 |                                                                               |                                                                                  |      | - Izapa                                                                                        |
| Präklassik (50–250)          | Protoklassik                        |                                            |                                                                               |                                                                                  |      |                                                                                                |
| 250–500                      | Talud-Tablero-Stil                  |                                            | Merkmale: abgeschrägtes Wandstück (Talud) – verziertes Gesims (Tablero)       |                                                                                  |      |                                                                                                |
| Spätklassik (550–600)        | Rio-Bec-Stil                        | Campeche, im Zentrum der Halbinsel Yucatán | Merkmale: Scheintürme und Scheintreppen                                       |                                                                                  |      |                                                                                                |
| Spätklassik (600–900)        | Chenes-Stil                         | Campeche, im Zentrum der Halbinsel Yucatán | Ornamentik: überladene Fassadengestaltung, abstrahierte Schlangenmauleingänge |                                                                                  |      |                                                                                                |
| Spätklassik (600–900)        | Puuc-Stil                           | südwestliches Yucatán                      | Merkmale: Rechteckige Formen                                                  |                                                                                  |      |                                                                                                |
| Maya-toltekische Architektur |                                     |                                            | Mexiko                                                                        | Bauformen: Pyramiden                                                             |      | - Pyramiden von Chichén Itzá (Mexiko)                                                          |
| Toltekische Architektur      |                                     |                                            | Mexiko                                                                        | Bauformen: Pyramiden                                                             |      | - Pyramide des Tlahuizcalpantecuhtli (Tula, Mexiko)                                            |
| Aztekische Architektur       | ca. 1325–1519                       |                                            | Mexiko                                                                        |                                                                                  |      | - Pyramide von St. Cecilia Acatitlan - Tenochtitlan                                            |
| Inkaische Architektur        |                                     |                                            | Südamerika                                                                    |                                                                                  |      | - Machu Picchu (bei Cusco, Peru) - Festung Sacsayhuamán (bei Cusco, Peru)                      |
| Pueblo-Architektur           |                                     |                                            | Mexiko, USA                                                                   | Bauformen: Kiva Städtebau: Pueblos Material und Technik: Sandstein, Lehmbauweise |      | - Cliff Palace (Mesa-Verde-Nationalpark, USA) - Cliff Dwellings (Mesa-Verde-Nationalpark, USA) |

### Postkolumbische und kolonialzeitliche Architektur
Die Gliederung in diesem Abschnitt folgt der von Virginia Savage McAlester (2013) vorgeschlagenen Systematik.
| Stil                                                       | Zeit | Unterteilung         | Sonderformen                                   | Verbreitung | Merkmale | Bild                                                      | Beispiele |
| ---------------------------------------------------------- | --- | -------------------- | ---------------------------------------------- | --- | --- | --------------------------------------------------------- | --------- |
| Traditionelle Architektur (Folk Houses, Vernacular Houses) | |                      |                                                | | |                                                           |           |
|                                                            | bis ca. 1900 | Indianisch           | Rund, mit Holzrahmen: Tipi, Wigwam und Wickiup | | |                                                           |           |
| Rechteckig, mit Holzrahmen                                 | bis ca. 1900 | Indianisch           |                                                | | |                                                           |           |
| Mit Holzrahmen und Erdwänden                               | bis ca. 1900 | Indianisch           |                                                | | |                                                           |           |
| vor ca. 1850–1890 (örtlich bis 1920)                       | „Pre-Railroad“: Vor der Erschließung des Landes durch die Eisenbahn bestanden abhängig von den verfügbaren Materialien regional unterschiedliche Bautraditionen. | Holzrahmenbauweise   | USA                                            | Kennzeichen: Schmucklose Holzrahmenbauten (post-and-girt) mit Holzverkleidung; bis ins 18. Jh. zentraler Schornstein, danach zentraler Hausflur und 2 Schornsteine jeweils an den Hausenden; New-England-Tradition: mehrere Räume tief (massed plan), Tidewater-South-Tradition: nur 1 Raum tief (linear plan)                                                                            | |                                                           |           |
| vor ca. 1850–1890 (örtlich bis 1920)                       | „Pre-Railroad“: Vor der Erschließung des Landes durch die Eisenbahn bestanden abhängig von den verfügbaren Materialien regional unterschiedliche Bautraditionen. | Blockbauweise        | USA                                            | Kennzeichen: Unverkleidete Wände aus grob behauenen Baumstämmen mit Kammverbindung | | - C. A. Nothnagle Log House (Gibbstown, New Jersey, 1643) |           |
| vor ca. 1850–1890 (örtlich bis 1920)                       | „Pre-Railroad“: Vor der Erschließung des Landes durch die Eisenbahn bestanden abhängig von den verfügbaren Materialien regional unterschiedliche Bautraditionen. | Mauerwerkbauweise    | USA                                            | Great Plains: Wohnhöhlen, Grassodenhäuser; hispanischer Südwesten: Adobe-, Steinhäuser | |                                                           |           |
| Kolonialarchitektur in Nordamerika (Kolonialstil)          | |                      |                                                | | Rückgriff auf Bauweisen des jeweiligen Herkunftslandes |                                                           |           |
|                                                            | 1600–1700 (örtlich bis ca. 1740) | Postmedieval English |                                                | Dreizehn Kolonien | Bauformen: Einfamilienhäuser Typen: Northern Tradition (Holz, zweigeschossig, zentraler Schornstein); Southern Tradition (Ziegel, eingeschossig, Schornsteine auf beiden Giebelseiten) |                                                           |           |
| 1600–1850                                                  | Spanischer Kolonialstil |                      | Neuspanien                                     | Kennzeichen (Wohnhäuser): Meist eingeschossige Bauten; Dächer mit geringer Schräge oder Flachdächer mit Brüstung; mehrere Haustüren; wenige kleine Fenster; verputzte, dicke Wände aus Adobeziegeln oder Bruchstein | | - Casa de la Guerra (Santa Barbara, Kalifornien, 1819)    |           |
| 1625–ca. 1840                                              | Holländischer Kolonialstil |                      | Nieuw Nederland                                | Kennzeichen (Wohnhäuser): Eingeschossige Häuser mit Seitengiebel; Sattel- oder Mansarddächer mit wenig oder gar keinem Überstand am Giebel; städtisch: Ziegelmauern, steile Dächer mit Brüstung und Schornsteinen an beiden Giebelenden; ländlich: meist Steinmauern, entweder kein Dachüberstand oder abgeflachter unterer Dachbereich; die Haustüren waren ursprünglich meist Klöntüren | | - Wyckoff House (Brooklyn, New York, um 1652)             |           |

### VomAmerikanischen Unabhängigkeitskriegbis 1900
Hier sind nur rein nordamerikanische Baustile aufgeführt, die auf anderen Erdteilen nicht üblich sind. Für eine Gesamtübersicht der historischen Baustile in den Vereinigten Staaten siehe Geschichte der Architektur in den Vereinigten Staaten.
| Stil | Zeit                                                                               | Unterteilung | Sonderformen                                                 | Verbreitung | Merkmale | Bild           | Beispiele                                                                      |
| --- | ---------------------------------------------------------------------------------- | --- | ------------------------------------------------------------ | --- | --- | -------------- | ------------------------------------------------------------------------------ |
| Romantik | 1825–1885                                                                          | |                                                              | | |                |                                                                                |
| | 1825–1860                                                                          | Greek Revival Im Anschluss an den Britisch-Amerikanischen Krieg kehrten viele Architekten der englischen Bautradition den Rücken; da in der jungen Republik Geistesverwandtschaft zur Attischen Demokratie empfunden wurde, wandte man sich dem griechischen Vorbild zu. |                                                              | USA | Kennzeichen (Wohnhäuser): Sattel- oder Walmdächer mit geringer Schräge; aufwendig präsentierte Haustür (Kassettentür) mit schmalen Kämpferfenstern und Seitenfenstern; Portikus oder breite Veranda, auf quadratische oder runde Säulen gestützt, manchmal mehrgeschossig; akzentuiertes Dachgesims mit breiten, mehrteiligen Stabbändern |                | Commons : Greek Revival architecture – Sammlung von Bildern                    |
| 1850–1870 | Octagon                                                                            | | USA (vor allem New York, Massachusetts und Mittlerer Westen) | Bauformen: Wohnhäuser Kennzeichen: Außenwände als regelmäßiges Achteck angeordnet; meist 2-geschossig mit Walmdächern mit geringer Schräge und weiten Dachüberständen, die oft von Konsolen gestützt werden; oft mit achteckiger Laterne; oft mit (umlaufendem) Portikus | | - Orson Fowler |                                                                                |
| Traditionelle Architektur (Folk Houses, Vernacular Houses) |                                                                                    | |                                                              | | |                |                                                                                |
| Nach dem Bau der Eisenbahnen setzte sich bis in den Westen die Holzrahmenbauweise durch. | ca. 1850 – ca. 1930                                                                | National Folk House |                                                              | USA | Bauformen: Einfamilienhäuser Kennzeichen: Leichtes Balloon Framing, unterschiedliche Formen (Frontgiebel: häufig als „Shotgun House“; L-Form mit Frontgiebel; Seitengiebel: entweder Hall&Parlor, I-House oder Massed-Plan; Pyramidendach) Variante: Folk Victorian (ca. 1870–1910), mit charakteristischen Sonderelementen: Veranda (porch) mit aufwendigem Drechsel- (spindlework) oder Schnitzwerk; Dachtraufen werden von dekorativen Konsolen (brackets) gestützt |                | Commons : Folk Victorian houses – Sammlung von Bildern                         |
| Viktorianische Architektur | 1852–1870                                                                          | |                                                              | | Experimentelles neues Bauen, lose an mittelalterlichen und anderen Vorbildern orientiert |                |                                                                                |
| Die Regierungszeit der britischen Königin Victoria (1837–1901) fiel in den USA mit einer beschleunigten Industrialisierung und Fortschritten in der Bautechnik (u. a. balloon framing) zusammen, die neuartige Formen ermöglichten; gleichzeitig entstanden erste Architekturstudiengänge (1865) | 1860–ca. 1890                                                                      | Stick Style |                                                              | USA | Bauformen: Bahnhofsgebäude, Kirchen, Wohnhäuser Kennzeichen (Wohnhäuser): lose Orientierung am mittelalterlichen Fachwerkhaus: Giebeldächer (oft Kreuzgiebel) mit großer Schräge, oft mit dekorativen Dachbindern (trusses) in den Giebeln; überstehende Dachtraufen, oft mit exponierten Sparren; Portikus wird von diagonalen oder gewölbten Streben gestützt; Außenwände mit Holz verkleidet, mit leicht hervorstehenden horizontalen und vertikalen Akzentbändern  |                | Commons : Stick style architecture in the United States – Sammlung von Bildern |
| Die Regierungszeit der britischen Königin Victoria (1837–1901) fiel in den USA mit einer beschleunigten Industrialisierung und Fortschritten in der Bautechnik (u. a. balloon framing) zusammen, die neuartige Formen ermöglichten; gleichzeitig entstanden erste Architekturstudiengänge (1865) | 1880–1900                                                                          | Richardsonian Romanesque von Henry Hobson Richardson geprägt |                                                              | USA | Bauformen: Öffentliche Gebäude, Kirchen, seltener Wohnhäuser Kennzeichen (Wohnhäuser): lose Orientierung an der Romanik: gemauerte Wände, oft aus grob gehauenen Steinen (Werkstein); meist von einem Rundturm mit Kegeldach gekrönt; Rundbögen über Fenstern, Verandaträgern oder Haustür; asymmetrische Fassaden |                | Commons : Richardsonian Romanesque – Sammlung von Bildern                      |
| Die Regierungszeit der britischen Königin Victoria (1837–1901) fiel in den USA mit einer beschleunigten Industrialisierung und Fortschritten in der Bautechnik (u. a. balloon framing) zusammen, die neuartige Formen ermöglichten; gleichzeitig entstanden erste Architekturstudiengänge (1865) | 1880–ca. 1910 (nach 1935 Wiederbelebung im Rahmen der New-Traditional-Architektur) | Shingle |                                                              | USA | Bauformen: Kirchen, Wohnhäuser Kennzeichen (Wohnhäuser): unregelmäßige Dächer mit großer Schräge, oft mit Kreuzgiebeln, Traufen auf unterschiedlichen Höhen; Dächer ursprünglich mit Holzschindeln gedeckt; asymmetrische Fassaden; große Veranden; Außenwände mit Holzschindeln verkleidet, auch über Ecken hinweg; kaum dekoratives Detail |                | Commons : Shingle Style architecture – Sammlung von Bildern                    |

### 20. Jahrhundert und Gegenwart
Die Gliederung in diesem Abschnitt folgt der von Virginia Savage McAlester (2013) vorgeschlagenen Systematik.
| Stil | Zeit | Unterteilung                                | Sonderformen | Verbreitung | Merkmale | Bild                                                                                   | Beispiele                                                                                        |
| --- | --- | ------------------------------------------- | --- | --- | --- | -------------------------------------------------------------------------------------- | ------------------------------------------------------------------------------------------------ |
| Eklektizismus (Historismus) | 1880–1940 |                                             | | | Rückgriff auf ältere Bautraditionen |                                                                                        |                                                                                                  |
| Die eklektische Bewegung griff auf eine Vielzahl westlicher Bautraditionen zurück, strebte – anders als die fantasievollere viktorianische Architektur – aber vergleichsweise strenge Kopien an | 1880–1955 (nach 1935 Wiederbelebung im Rahmen der New-Traditional-Architektur) | Englische und anglo-amerikanische Vorbilder | Colonial-Revival-Architektur | USA | Kennzeichen (Wohnhäuser): akzentuierte Haustür mit dekorativem Überbau (crown) oder Portikus, der jeweils auf Pilastern bzw. Säulen ruht; Haustür oft mit Kämpfer- und/oder Seitenfenstern; vertikale Schiebefenster (double-hung) mit Fensterkreuzen; Fenster oft nicht in gleichen Abständen, sondern paarig angeordnet; oft symmetrische Fassade |                                                                                        | Commons : Colonial Revival architecture – Sammlung von Bildern                                   |
| Die eklektische Bewegung griff auf eine Vielzahl westlicher Bautraditionen zurück, strebte – anders als die fantasievollere viktorianische Architektur – aber vergleichsweise strenge Kopien an | 1890–1920 | Mediterrane und hispanische Vorbilder       | Spanischer Missionsstil (Mission, Mission Revival) | USA | Bauformen: Öffentliche Bauten, Kirchen, seltener Wohnhäuser Kennzeichen (Wohnhäuser): Dächer meist mit roten Ziegeln gedeckt; weiter Dachüberstand mit exponierten Sparren; auffälligstes Merkmal sind charakteristisch geformte Brüstungen, auch auf den Dachgauben; Außenwände meist glatt verputzt                                               |                                                                                        | Commons : Mission Revival Style architecture – Sammlung von Bildern                              |
| Die eklektische Bewegung griff auf eine Vielzahl westlicher Bautraditionen zurück, strebte – anders als die fantasievollere viktorianische Architektur – aber vergleichsweise strenge Kopien an | seit 1910 | Mediterrane und hispanische Vorbilder       | Pueblo Revival | USA | Kennzeichen (Wohnhäuser): Flachdächer mit Brüstung; Wände und Dachbrüstungen mit unregelmäßigen, gerundeten Kanten; Deckenbalken, die aus der Außenwand herausragen (span. vigas); Außenwände verputzt, meist in Erdtönen |                                                                                        | Commons : Pueblo Revival architecture – Sammlung von Bildern                                     |
| Die eklektische Bewegung griff auf eine Vielzahl westlicher Bautraditionen zurück, strebte – anders als die fantasievollere viktorianische Architektur – aber vergleichsweise strenge Kopien an | 1915–1945 | Mediterrane und hispanische Vorbilder       | Spanish Revival (Spanish Colonial Revival) Synthese aus der spanischen Adobebauweise und der aus Neuengland übernommenen englischen Bauweise                                            | USA | Bauformen: Öffentliche und Geschäftsgebäude, Kirchen, Wohnhäuser Kennzeichen (Wohnhäuser): Dächer mit geringer Schräge, mit roten Ziegeln gedeckt; kein oder nur wenig Dachüberstand; Bögen über Haustüren, Fenstern und/oder unter Porchdächern; Außenwände verputzt, keine Unterbrechung der Wandoberfläche zum Giebel; asymmetrische Fassaden    |                                                                                        | Commons : Spanish Colonial Revival architecture – Sammlung von Bildern                           |
| Die eklektische Bewegung griff auf eine Vielzahl westlicher Bautraditionen zurück, strebte – anders als die fantasievollere viktorianische Architektur – aber vergleichsweise strenge Kopien an | 1925–1955 | Mediterrane und hispanische Vorbilder       | Monterey (Monterey Colonial) eine freie Interpretation des nordkalifornischen Spanish-Colonial-Hauses, beeinflusst von Bauweisen des amerikanischen Südostens, Floridas und der Karibik | USA | Kennzeichen (Wohnhäuser): Zweigeschossig; Dach mit geringer Schräge; Fassade mit markantem breiten Obergeschossbalkon, der durch Kragträger gehalten und vom Hauptdach bedeckt wird |                                                                                        | - Vorbild: Larkin House (Monterey, Kalifornien, 1835) - bedeutendster Vertreter: Roland E. Coate |
| Moderne | seit 1893 |                                             | | | Abkehr von historisierenden Baustilen, Funktionalität |                                                                                        |                                                                                                  |
| | 1893–1939, als New Traditional auch bis heute | Frühe Moderne                               | Prairie House | USA | Bauformen: Einfamilienhäuser Kennzeichen: niedrige Walmdächer mit weitem Überstand; zweigeschossig mit integrierten eingeschossigen Flügeln und Veranden (porches); starke Betonung der Horizontale |                                                                                        | - Frank Lloyd Wright - Frederick C. Robie House (Chicago, 1909)                                  |
| 1935–1950 | „Bankers Modern“ Während die meisten Banken es nach 1945 ablehnten, den Bau von Einfamilienhäusern in avantgardistischen Stilrichtungen durch Privatkredite zu fördern, haben sie moderat moderne Stile wie die hier aufgeführten begünstigt. | Minimal Traditional                         | USA | Bauformen: Einfamilienhäuser Kennzeichen: Kleine, meist eingeschossige Häuser; Satteldach mit wenig Überstand; schmucklos | | Commons : Minimal Traditional architecture in the United States – Sammlung von Bildern |                                                                                                  |
| 1935–1975 | „Bankers Modern“ Während die meisten Banken es nach 1945 ablehnten, den Bau von Einfamilienhäusern in avantgardistischen Stilrichtungen durch Privatkredite zu fördern, haben sie moderat moderne Stile wie die hier aufgeführten begünstigt. | Ranch                                       | USA | Bauformen: Einfamilienhäuser Kennzeichen: Eingeschossige Häuser mit länglichem Rundriss; Dach mit geringer Schräge und weitem Überstand; asymmetrische Fassade, die meist ein prominentes großes Fenster (Picture Window) aufweist; Eingangsbereich geschützt unter dem Hauptdach; Garage bildet keinen eigenen Flügel, sondern schließt mit der Fassade ab Variante: „Styled Ranch“, mit den typischen Stilelementen anderer Bauweisen versehen (vor allem Spanisch, Colonial Revival, Neoklassizistisch, Französisch und Tudor), 1935–1985 | | Commons : Ranch-style houses in the United States – Sammlung von Bildern               |                                                                                                  |
| 1935–1975 | „Bankers Modern“ Während die meisten Banken es nach 1945 ablehnten, den Bau von Einfamilienhäusern in avantgardistischen Stilrichtungen durch Privatkredite zu fördern, haben sie moderat moderne Stile wie die hier aufgeführten begünstigt. | Split Level                                 | USA | Bauformen: Einfamilienhäuser Kennzeichen: drei oder mehr Geschosse, die durch halbhohe Treppen (6–8 Stufen) verbunden sind; Garage ist in das Haus integriert Typen: 1. Tri-Level-Split (eine Haushälfte eingeschossig, die andere zweigeschossig), 2. Bi-Level-Split (Eingangsbereich eingeschossig, der Rest des Hauses zweigeschossig mit teilweise unterirdischem Untergeschoss) | | Commons : Split-level houses – Sammlung von Bildern                                    |                                                                                                  |
| 1945–1965 | Mainstream-Moderne | Contemporary                                | USA | Bauformen: Einfamilienhäuser Kennzeichen: niedrige Satteldächer mit weitem Überstand; exponierte Dachbalken; Fenster vorzugsweise an der Giebelseite; Verwendung von Naturmaterialien (Holz, Stein, Ziegel); asymmetrischer Grundriss | | Commons : Contemporary houses in the United States – Sammlung von Bildern              |                                                                                                  |
| 1950–1980 | Mainstream-Moderne | A-Frame                                     | USA | Bauformen: Einfamilienhäuser (häufig Wochenendhäuser) Kennzeichen: Nur-Dach-Häuser (Satteldach); gelegentlich Unter- oder Anbauten, Dachvariationen | | Commons : A-frame buildings – Sammlung von Bildern                                     |                                                                                                  |
| 1950–1980 | Mainstream-Moderne | Neuer Formalismus                           | USA | Bauformen: Öffentliche und Geschäftsgebäude, selten Einfamilienhäuser Kennzeichen: Symmetrische Fassade, oft mit Kolonnade oder ornamental durchbrochenen Mauern | | - Graf House (Dallas, 1957) - Beck House (Dallas, 1964)                                |                                                                                                  |
| 1965–1990 | Mainstream-Moderne | Shed                                        | USA | Bauformen: Wohnbauten, Einfamilienhäuser Kennzeichen: Pultdächer, die in unterschiedliche Richtungen weisen; wenig oder gar kein Dachüberstand; Holzfassaden, gelegentlich mit Ziegelverkleidung; asymmetrischer Grundriss | |                                                                                        |                                                                                                  |
| seit 2000 | Mainstream-Moderne | Segmental Vaults                            | USA | Kennzeichen: Visuell dominierendes Element ist ein schief aufgesetztes Bogendach, das einen deutlichen Kontrast zur rechtwinkligen Formgestaltung des Hauses und auch zu den übrigen Teilen des Daches (meist einem Flachdach) bildet | |                                                                                        |                                                                                                  |
| seit 2000 | Mainstream-Moderne | Découpage                                   | USA | Kennzeichen: Rechtwinklige Formgestaltung mit Fassadenflächen, die unterschiedlich verkleidet sind und unterschiedlich weit vor- bzw. zurücktreten | |                                                                                        |                                                                                                  |
| seit 2000 | Mainstream-Moderne | Unifying Material                           | USA | Kennzeichen: Einheitliche Verkleidung in einem visuell auffälligen Material (beispielsweise Spezialglas, Betonplatten, Holz, Wellblech, Metall oder Polycarbonate, aber niemals Putz oder konventionelles Holz- oder PVC-Siding) | |                                                                                        |                                                                                                  |
| seit 2000 | Mainstream-Moderne | Slightly Askew                              | USA | Kennzeichen: Einzelne Elemente sind leicht gekippt und weichen als Blickfang in auffälliger Weise von der übrigen rechtwinkligen Formgestaltung ab | |                                                                                        |                                                                                                  |
| Neuer Traditionalismus (Styled Houses) | seit 1935 |                                             | | | Rückgriff auf beliebte ältere Baustile |                                                                                        |                                                                                                  |
| | seit ca. 1930 | American Vernacular („Farmhouse“)           | | USA | Bauformen: Einfamilienhäuser Kennzeichen: Einfach geformte, unkomplizierte Dächer; wichtigster äußerer Blickfang ist meist eine überdachte Veranda (Porch), die für den Aufenthalt genutzt werden kann; Verwendung von Standardmaterialien; Verzicht auf stilistische Details; um mehr Größe zu erreichen, werden oft weitere Hausteile angebaut    |                                                                                        |                                                                                                  |
| ca. 1940–1985 | Mansard |                                             | USA | Kennzeichen (Wohnhäuser): Walmdach, meist mit Gauben im unteren Teil des Daches; zweigeschossig mit einem Obergeschoss, das vom Dach bedeckt ist; segmentierte Bögen über Haustür, Fenstern und/oder Dachgauben; Außenwand meist mit Ziegeln verkleidet | |                                                                                        |                                                                                                  |
| seit 1985 | Millennium Mansion |                                             | USA | Bauformen: Einfamilienhäuser Kennzeichen: komplexe Dächer mit großer Schräge und tiefer liegenden Quergiebeln oder -walmen; Dachgauben; 1½- bis 2-geschossiger Eingangsbereich mit Fensterelementen (häufig: Bogenfenstern), die diese Höhe auch nach außen ankündigen; hoch erscheinende Fassade mit Verkleidung aus mehreren verschiedenen Materialien; verschiedenartige und verschieden große Fenster; asymmetrischer Grundriss | | Commons : Millennium mansions – Sammlung von Bildern                                   |                                                                                                  |
| Fertighäuser | seit etwa 1930 |                                             | | | |                                                                                        |                                                                                                  |
| | seit etwa 1930 | Mobilheime                                  | | USA | |                                                                                        |                                                                                                  |
| seit den 1970er Jahren | Fertighäuser (Manifactured Homes, Prefab Homes) | einfache Breite (Single Wide)               | USA | | |                                                                                        |                                                                                                  |
| seit den 1970er Jahren | Fertighäuser (Manifactured Homes, Prefab Homes) | doppelte Breite (Double Wide)               | USA | | |                                                                                        |                                                                                                  |

### Architekturgeschichte einzelner Länder in Amerika
- Geschichte der Architektur in den Vereinigten Staaten
- Architektur in Argentinien
  - Liste der Nationalen Historischen Monumente Argentiniens

## Asiatische Architektur

### Frühe Hochkulturen
| Stil                     | Zeit                    | Unterteilung           | Verbreitung                                                                                          | Merkmale | Bild                                    | Beispiele                                                                         |
| ------------------------ | ----------------------- | ---------------------- | --- | --- | --------------------------------------- | --------------------------------------------------------------------------------- |
| Sumerische Architektur   | 4000–1100 v. Chr.       |                        | Mesopotamien                                                                                         | Städtebau: meist ovalförmig, von Stadtmauer und Wasserläufen umschlossen, zentrische Sakral- und Palastbauten, gewundene Straßen und enge Passagen                                                                                                 |                                         |                                                                                   |
|                          | 3100–2000 v. Chr.       | Uruk-Zeit              | | Bauformen: Langcellentempel, Tempelterrassen, Großtempel Technik: Stiftmosaik |                                         |                                                                                   |
| 2800–2100 v. Chr.        | Altsumerisches Reich    |                        | Bauformen: Hoftempel, Ovaltempel, Stadtmauern, erste Paläste                                         | | - Königsgräber von Ur (Ur) - Geierstele |                                                                                   |
| 2100–2015 v. Chr.        | Neusumerisches Reich    |                        | Bauformen: Zikkurat, Breitcellentempel, Hofhäuser                                                    | | - Urnammu-Stele                         |                                                                                   |
| 1450–1100 v. Chr.        | Isin-Larsa              |                        | | | - Paläste von Larsa und Mari            |                                                                                   |
| Elamische Architektur    | 2400–500 v. Chr.        |                        | elamischer Sprachbereich, südwestlicher Iran                                                         | |                                         |                                                                                   |
| Assyrische Architektur   | 2000–600 v. Chr.        |                        | Mesopotamien                                                                                         | Städtebau: von Stadtmauer und Wasserläufen umschlossen, ältere Städte folgen landschaftlichen Gegebenheiten, Neubau von Dur-Scharrukin als Idealstadt und Weltherrscherresidenz, exzentrische Tempel und Palästbauten, Straßen als Ordnungsprinzip |                                         | - Süd-West-Palast des Königs Sanherib (Ninive) - Sargonsburg                      |
|                          |                         | Altassyrisches Reich   | | Bauformen: Mehrfach-Tempelanlagen, Paläste |                                         |                                                                                   |
| 1350–1035 v. Chr.        | Mittelassyrisches Reich |                        | Bauformen: Doppeltempel, Tempeltürme, Zikkurats Technik: Wandmalerei                                 | |                                         |                                                                                   |
| 900–612 v. Chr.          | Neuassyrisches Reich    |                        | Bauformen: Palastneubauten, Tempelanlagen, Weltherrscher Palast Technik: hochentwickelte Reliefkunst | |                                         |                                                                                   |
| Babylonische Architektur | 1900–539 v. Chr.        |                        | Mesopotamien                                                                                         | Städtebau: Babylon war die größte Stadt der Antike mit über 300 km², geometrische Gesamtordnung, von Stadtmauer und Wasserläufen umschlossen, zentrale Lage der Heiligtümer, Prozessionsstraße als erste Prachtstraße der antiken Welt             |                                         | - Ischtar-Tor (heute im Pergamonmuseum in Berlin) - Marduk-Tempel - Ninmaḫ-Tempel |
|                          |                         | Altbabylonisches Reich | | Bauformen: 1. Stadtmauer von Babylon |                                         |                                                                                   |
| 625–539 v. Chr.          | Neubabylonisches Reich  |                        | Bauformen: Paläste, Tempel, Zikkurats Technik: Ziegelreliefs                                         | | - Südburg                               |                                                                                   |

### Vorderasiatische Architektur
→ siehe auch: Islamische Architektur
| Stil                       | Zeit                                  | Unterteilung                | Verbreitung | Merkmale | Bild | Beispiele |
| -------------------------- | ------------------------------------- | --------------------------- | --- | --- | ---- | --- |
| Hethitische Architektur    | 2000 v. Chr.                          |                             | hethitisches Reich, Kleinasien, Syrien, Palästina                                                                                     | Bauformen: Paläste, Tempelanlagen, Stadtmauern, Wasserbauwerke; Anlagen sind häufig asymmetrisch Städtebau: Höyük, Bergstadt Material und Technik: Lehm, Bruchstein, ungebrannte Ziegel                                                                      |      | - Bergstadt Ḫattuša - Palast von Kuşaklı - Staudamm von Gölpınar bei Alaca Höyük                                                                                            |
| Parthische Architektur     | 250 v. Chr.–220 n. Chr.               |                             | Partherreich (heute in: Iran, Iran)                                                                                                   | Bauformen: Iwan, große Arkadenhöfe (Vorbilder spätere Karawansereien), kubische Baukörper, Tempel |      | - Tempel E in Hattra (Irak) |
| Sassanidische Architektur  | 3. Jh.–7. Jh. n. Chr.                 |                             | Sassanidenreich (heute in: Irak, Iran, Afghanistan)                                                                                   | Bauformen: Iwan, Minarett Material und Technik: Spitzbogen, Weiterentwicklung des Rundbogens: Hufeisenbogen, Kleeblattbogen, Fächerbogen Ornamentik: Malereien, farbiger Stuck, bunte Glasuren, Mosaike auf Böden, Wänden, Decken, Kuppeln (innen und außen) |      | - Palast von Sarvestan (Iran) |
| Nabatäische Architektur    |                                       |                             | Nabatäisches Reich (heute in: Jordanien)                                                                                              | Bauformen: Felsenarchitektur |      | - Petra |
| Byzantinische Architektur  | 4.–11. Jh.                            |                             | Byzantinisches Reich, Armenien, Georgien, Syrien                                                                                      | Bauformen: Axialbauten (Basilika) und Zentralbauten mit zentraler Kuppel |      | |
|                            | 4.–6. Jh.                             | Frühe Epoche                | | |      | - Hagia Sophia (Konstantinopel) - Kalb-Luzeh (Deir Turmanin, Syrien) - Qalʿat Simʿan (Tote Städte, Syrien) - Kodja-Kalessi (Isaurien) - Johannes-Basilika (Ephesos, Türkei) |
| 8.–11. Jh.                 | Mittlere Epoche/Makedonische Dynastie |                             | Bauformen: neuer Typus der Kreuzkuppelkirchen und Oktogonkuppelkirchen in Konstantinopel Ornamentik: Monumentale Wandmalerei, Mosaike | |      | |
| Umayyadische Architektur   | 660–750                               |                             | | Bauformen: Moschee, Wüstenschloss |      | - Umayyaden-Moschee (Damaskus, Syrien) - Felsendom (Jerusalem, Israel) - Mschatta (Amman, Jordanien)                                                                        |
| Abbassidische Architektur  | ab 750–900 (bis 1258 im Irak)         |                             | | |      | - Minarett von Samarra (Samarra, Irak) |
| Famitidische Architektur   | ab 909–1171                           |                             | Syrien | Bauformen: Moscheen mit 3 Eingängen und ohne Minarette (Ausnahme: Al-Hakkim Moschee), Mausoleen |      | |
| Ayyubidische Architektur   | 1171–1252                             |                             | Syrien, Jemen, Mesopotamien | |      | - Zitadelle von Aleppo (Aleppo, Syrien) |
| Seldschukische Architektur | Iran: 1040–1194 Kleinasien: 1081–1307 |                             | Iran, Kleinasien, Syrien | Bauformen: Moscheen, Hospitäler, Madrasas, Mausoleen, Karawansereien |      | - Freitagsmoschee von Isfahan (Iran) - İnce-Minareli-Medrese (Türkei) |
| Architektur der Ilchane    | 1256–1335                             |                             | Iran | Bauformen: Moscheen, Mausoleen |      | - Freitagsmoschee von Waramin (Iran) - Mausoleum von Öldscheitü (Iran) |
| Osmanische Architektur     | 1300–1920                             |                             | Osmanisches Reich | |      | - Sultan-Ahmed-Moschee - Sinan: Şehzade-Mehmed-Moschee |
|                            | 1730–1808                             | Osmanischer Barock          | | |      | - Nuruosmaniye-Moschee |
| Kurdische Bevölkerung      |                                       |                             | | Bauformen: Moscheen, Madrasas, Mausoleen, Sternwarte |      | - Gur-Emir-Mausoleum - Ulugbek-Madrasa - Sternwarte von Zīdsch-e Gurkānī |
| Architektur der Safawiden  | 1501–1722                             |                             | Iran | |      | - Meidān-e Naghsh-e Dschahan - Tschehel-Sotun-Palast - Pol-e Chādschu-Brücke                                                                                                |
| Architektur der Kadscharen | 1779–1925                             |                             | Iran | |      | - Golestanpalast - Saadabad-Palastanlage - Niavaran-Palastkomplex |
| Jemenitische Architektur   |                                       |                             | Jemen | |      | |
|                            |                                       | Altsüdarabische Architektur | Hadramaut (altsüdarabisches Königreich)                                                                                               | Bauformen: Monumentalbauten, Burgen, Tempel, Stadtmauern, Wasserbauwerke Technik: Stein- u. Ziegelbau, Fensterscheiben aus Marmor u. Alabaster, Säulen, Gewölbe                                                                                              |      | - Staudamm von Ma'rib - Pillbox-Gräber |

### Zentralasiatische Architektur
| Stil                     | Zeit      | Unterteilung | Verbreitung | Merkmale | Bild | Beispiele                                       |
| ------------------------ | --------- | ------------ | ----------- | -------- | ---- | ----------------------------------------------- |
| Samanidische Architektur |           |              |             |          |      | - Samaniden-Mausoleum (Buxoro, Usbekistan)      |
| Timuridische Architektur | 1370–1507 |              |             |          |      | - Mausoleum von Hodscha Ahmad Yasawi, Türkistan |

### Südasiatische Architektur
| Stil                         | Zeit                          | Unterteilung                | Sonderformen | Verbreitung                                      | Merkmale | Bild | Beispiele |
| ---------------------------- | ----------------------------- | --------------------------- | ------------ | ------------------------------------------------ | --- | --- | --- |
| Architektur der Indus-Kultur | 2800–1800 v. Chr.             |                             |              | entlang des Indus, Indien, Pakistan, Afghanistan | Bauformen: Wasserbauwerke Städtebau: streng geometrische Strukturen, Zitadelle und Wohnstadt                                        | | - Mohenjo-Daro (Pakistan) |
| Persische Architektur        | 550 v. Chr.–330 v. Chr.       |                             |              | Perserreich, Achämenidenreich (auch Mederreich)  | Bauformen: Paläste, Schatzhäuser, Speicherhäuser, Unterkünfte für die Armee Städtebau: Herrscherarchitektur, Wasser- und Straßenbau | | - Audienzhalle des Dareios II. (nahe Schiras, Iran) - Palast des Artaxerxes (Susa, Iran) - Paläste von Susa, Ekbatana und Persepolis |
| Indische Architektur         |                               |                             |              | Indien                                           | | | |
|                              |                               | Indo-islamische Architektur |              |                                                  | | | - Taj Mahal (Agra, Indien) |
|                              | Sikh-Architektur              |                             | Indien       |                                                  | | - Harmandir Sahib (auch: Der goldene Tempel) in Amritsar, Indien                                                                         | |
|                              | Nepalesische Architektur      |                             | Nepal        |                                                  | | - Der Königspalast mit dem Goldenen Tor (Bhaktapur, Nepal) - Nyatapola-Tempel (Bhaktapur, Nepal) - Bhairavnath-Tempel (Bhaktapur, Nepal) | |
|                              | Nepalesische Architektur      | Newar-Stil                  | Kathmandutal |                                                  | | | |
|                              | Moderne Architektur in Indien |                             |              |                                                  | | - Le Corbusier: Justizpalast (Chandigarh)                                                                                                | |

### Südostasiatische Architektur
| Stil                                              | Zeit               | Unterteilung          | Verbreitung | Merkmale | Bild | Beispiele                                                                   |
| ------------------------------------------------- | ------------------ | --------------------- | ----------- | --- | ---- | --------------------------------------------------------------------------- |
| Architektur der Pyu                               | ca. 1. Jh. n. Chr. |                       | Myanmar     | Bauformen: Stupas, Pagoden, kleine Tempel, Totenhäuser, Klöster Städtebau: rund oder rechteckig mit Stadtmauern Material und Technik: Ziegelbauweise Ornamentik: Wandmalereien, Großplastik und Kolossalfiguren                                       |      | - Bawbawgyipagode (Sri Ksetra, Myanmar)                                     |
| Birmanische Architektur / Burmesische Architektur |                    |                       | Myanmar     | Bauformen: axial-symmetrische Baukörper; Cetiya Material und Technik: Bambus; Zeltdach, Gesims Ornamentik: zurückhaltend, flache Risalite, Dekorationen an Tür- und Fenstergewänden, reich profilierte Ecktürmchen Farbigkeit: weiß, vergoldete Stupa |      | - Ananda-Tempel (Bagan, Myanmar)                                            |
| Thailändische Architektur                         |                    |                       | Thailand    | |      | - Wat Arun (Bangkok, Thailand)                                              |
| Kambodschanische Architektur                      |                    |                       | Kambodscha  | |      | - Angkor Wat                                                                |
| Indonesische Architektur                          |                    |                       | Indonesien  | |      | - Borobudur (nördlich von Yogyakarta, Java)                                 |
|                                                   |                    | Architektur der Batak | Sumatra     | Technik: Holzskelettbauten mit auffällig gebogenen Satteldächern |      |                                                                             |
| Cham-Architektur                                  |                    |                       | Vietnam     | |      | - Po Klong Garai-Tempel (Phan Rang), - Po Yang Ino Nagar-Tempel (Nha Trang) |

### Ostasiatische Architektur
| Stil                    | Zeit                   | Unterteilung | Verbreitung                                    | Merkmale                                                  | Bild                                               | Beispiele |
| ----------------------- | ---------------------- | ------------ | ---------------------------------------------- | --------------------------------------------------------- | -------------------------------------------------- | --- |
| Chinesische Architektur |                        |              | China                                          |                                                           |                                                    | - Palast der himmlischen Klarheit (Verbotene Stadt)                                                                            |
| Japanische Architektur  |                        |              | Japan                                          |                                                           |                                                    | |
|                         | vor 1868               | Sukiya-Stil  |                                                | Bauformen: einfache Wohngebäude der vorindustriellen Zeit |                                                    | - Katsura-Villa (桂離宮) (Kyōto), - Manjuin Koshoin (曼珠院小書院) (Kyōto), - Nishihonganji Kuroshoin (西本願寺黒書院) (Kyōto) |
|                         | Shinden-Stil           |              |                                                |                                                           |                                                    | |
|                         | Shoin-Stil             |              | Bauformen: Wohngebäude der Kriegerklasse       |                                                           |                                                    | |
|                         | Gasshō-zukuri 合掌造り |              | Technik: strohgedeckte bis 60° geneigte Dächer |                                                           | - Historische Dörfer von Shirakawa-gō und Gokayama | |

### Nordasiatische Architektur
| Stil   | Zeit      | Unterteilung | Sonderformen      | Verbreitung | Merkmale | Bild | Beispiele                                                                           |
| ------ | --------- | ------------ | ----------------- | ----------- | --- | ---- | ----------------------------------------------------------------------------------- |
| Barock | 1600–1780 |              |                   | Russland    | Portugiesisch: Unregelmäßig geformte Perlen, üppige Prachtentfaltung, Ornament und Plastizität nahmen zu, Kunstform des Absolutismus und der Gegenreformation |      |                                                                                     |
|        |           |              | Naryschkin-Barock |             | |      | - Boris-und-Gleb-Kirche (Sjusino) - Mariä-Schutz-und-Fürbitte-Kirche zu Fili (Fili) |
|        |           |              | Petrinen Barock   |             | |      | - Peter-und-Paul-Kathedrale (Sankt Petersburg) - Menschikow-Turm (Moskau)           |
|        | 1720–1780 | Rokoko       |                   |             | Rokoko von frz. rocaille „Muschel“, Weiterentwicklung in der Spätphase des Barocks                                                                            |      | - Winterpalast (Sankt Petersburg)                                                   |

## Australische und ozeanische Architektur
| Stil        | Zeit | Unterteilung               | Sonderformen           | Verbreitung | Merkmale | Bild | Beispiele                                           |
| ----------- | ---- | -------------------------- | ---------------------- | ----------- | -------- | ---- | --------------------------------------------------- |
| Historismus |      |                            |                        |             |          |      |                                                     |
|             |      | Viktorianische Architektur | Beaux-Arts-Architektur | Australien  |          |      | - Royal Exhibition Building (Melbourne, Australien) |

## Europäische Architektur

### Frühe Hochkulturen
| Stil                   | Zeit                      | Unterteilung  | Verbreitung | Merkmale                                                                          | Bild                                                                     | Beispiele |
| ---------------------- | ------------------------- | ------------- | --- | --------------------------------------------------------------------------------- | ------------------------------------------------------------------------ | --------- |
| Minoische Architektur  | 3100–1100 v. Chr.         |               | Kreta | Minoische Säulenordnung                                                           |                                                                          |           |
|                        | 3100–2000 v. Chr.         | Vorpalastzeit | | Bauformen: Hausgruppen mit Labyrinthstrukturen, Kleine Paläste, geflammte Keramik |                                                                          |           |
| 2000–1700 v. Chr.      | Altpalastzeit             |               | Bauformen: Ältere Paläste, Palaststädte Städtebau: Entfaltung der labyrinthischen Systeme Technik: Trink- u. Abwassersystem Freskomalerei, Kamares Keramik, Kleinplastik |                                                                                   |                                                                          |           |
| 1700–1450 v. Chr.      | Neupalastzeit (Blütezeit) |               | Bauformen: Jüngere Paläste Technik: Kuppelbau |                                                                                   | - Palast von Knossos - Palast von Phaistos (Phaistos) - Palast von Malia |           |
| 1450–1100 v. Chr.      | Nachpalastzeit            |               | Bauformen: Jüngere Paläste, Herrenhäuser |                                                                                   | - Palast und Nekropole von Kudonija (heute Chania)                       |           |
| Mykenische Architektur | 1600–1050/30 v. Chr.      |               | griech. Festland |                                                                                   |                                                                          |           |
|                        | 1600–1500 v. Chr.         | Frühmykenisch | | Bauformen: Herrensitze, Megaron, Schacht- und Kammergräber                        |                                                                          |           |
| 1500–1400 v. Chr.      | Mittelmykenisch           |               | Bauformen: Burgen und Burgstädte, Megaron |                                                                                   |                                                                          |           |
| 1400–1050/30 v. Chr.   | Spätmykenisch             |               | Bauformen: Festungsbau, Kuppelgräber neue Ornamentik |                                                                                   | - Löwentor (erste Monumentalplastik in Mykene) - Schatzhaus des Atreus   |           |

### Klassische Antike
| Stil                    | Zeit                                  | Unterteilung                            | Verbreitung                             | Merkmale | Bild | Beispiele |
| ----------------------- | ------------------------------------- | --------------------------------------- | --------------------------------------- | --- | ---- | --- |
| Griechische Architektur | 1200 v. Chr.–600 n. Chr.              |                                         |                                         | Dorische Ordnung Ionische Ordnung Korinthische Ordnung |      | |
|                         | ca. 1050/30 v. Chr.–1020/1000 v. Chr. | Submykenische Zeit                      |                                         | |      | |
|                         | 1000 v. Chr.–725 v. Chr.              | Protogeometrische und geometrische Zeit | Attika, Korinth, Argolis                | Bauformen: erste Kleintempel, Antentempel, Megaronbauten Städtebau: Dorfsiedlungen, zentrale stadtähnliche Siedlungen Material und Technik: luftgetrocknete Ziegel, Holzbau        |      | |
|                         | ca. 624 v. Chr.–509 v. Chr.           | Archaische Zeit                         | Attika, Korinth, Argolis                | Bauformen: Ringhallentempel aus Holz, erste Kommunalbauten Technik: Entwicklung des monumentalen Steinbaus Beginn der Großplastik                                                  |      | - Hera-Tempel (Olympia, Griechenland) - Apollo-Tempel (Thermos, Griechenland) - Apollo-Tempel (Syrakus, Italien)                                                    |
|                         | ca. 500 v. Chr.–336 v. Chr.           | Klassische Zeit                         |                                         | Bauformen: Dorischer Tempel, ionische Großtempel, erste Rundtempel Kommunalbau: Bouleuterion, Stoa, Gymnasion, Entwicklung regionaler Haustypen, konzentrische Theateranlagen      |      | - Großbauten auf der Akropolis (Athen, Griechenland) - Kallikrates, Iktinos: Parthenon - Zeustempel (Olympia, Griechenland) - Schatzhaus der Athener in Delphi      |
|                         | 336 v. Chr.–86 n. Chr.                | Hellenismus                             |                                         | Bauformen: Bibliotheken, Museen, Großaltäre Städtebau: geschlossene Plätze Technik: fortgeschrittene Festungstechnik                                                               |      | - Apollo-Tempel Didyma (Türkei) - Stadtanlage von Pergamon (Türkei) - Pharos von Alexandria (Ägypten)                                                               |
| Römische Architektur    | 1000 v. Chr.–395 n. Chr.              |                                         |                                         | Material und Technik: verschiedene Mauertechniken, Bogenkonstruktionen |      | |
|                         | 1000 v. Chr.–600 v. Chr.              | Römische Frühzeit                       |                                         | Bauformen: Rund- und Ovalhütten |      | - Cloaca Maxima |
|                         | 600 v. Chr.–27 v. Chr.                | Republik                                |                                         | Bauformen: Tempel, Steinerne Brücken, Basilika, Atriumhaus, Peristylhaus, Höhlenheiligtum, Amphitheater Technik: Gußbetontechnik Ornamentik: Wandmalerei Groß- und Portraitplastik |      | - Servianische Mauer - Via Appia - Caesarforum |
|                         | 0–395 n. Chr.                         | Kaiserreich                             |                                         | Bauformen: Großthermen, Mietshäuser, Kaiserpaläste Ornamentik: Steinmosaik Kolossalplastik                                                                                         |      | - Aqua Claudia - Kolosseum - Pantheon - Augustusforum - Trajansforum, Trajansthermen - Maxentiusbasilika - Landmauer von Konstantinopel - Pont du Gard (Frankreich) |
|                         | 3. Jh.–4. Jh. n. Chr.                 | Frühes Christentum                      |                                         | Bauformen: Basilika, Zentralbau |      | - Geburtskirche (Bethlehem) - Grabeskirche (Jerusalem) - San Giovanni in Laterano (Rom) - Alt-St.-Peter (Rom) - Santa Sabina (Rom)                                  |
|                         | 5. Jh.–6. Jh. n. Chr.                 | Völkerwanderungszeit                    |                                         | Bauformen: Kirchenbau, Großkirchen Ornamentik: Glas- und Goldmosaik |      | |
| Etruskische Architektur | 900–200 v. Chr.                       |                                         | Mittelitalien: Toskana, Umbrien, Latium | Bauformen: Podiumtempel, Nekropolen, Etruskische Ordnung Material und Technik: überwölbte Tore, Lehmziegelbau, behauene Steine Ornamentik: Wandbilder Terrakottaplastik            |      | - Stadtmauer Porta all’Arco in Volterra - Augustusbogen (Perugia)                                                                                                   |

### Mittelalter
| Stil                      | Zeit                                               | Unterteilung                                       | Sonderformen | Verbreitung | Merkmale | Bild | Beispiele |
| ------------------------- | -------------------------------------------------- | -------------------------------------------------- | --- | --- | --- | --- | --- |
| Byzantinische Architektur | 4.–15. Jh.                                         |                                                    | | Byzantinisches Reich, Bulgarien, Serbien | Bauformen: Axialbauten (Basilika) und Zentralbauten mit zentraler Kuppel | | |
|                           | 395–610                                            | Frühe Epoche                                       | | | | | - Sant’Apollinare in Classe (Ravenna) - Sant’Apollinare Nuovo (Ravenna) - San Vitale (Ravenna) - Santa Costanza (Rom) - Hagia Sophia (Konstantinopel)                            |
| 610–1204                  | Mittlere Epoche                                    |                                                    | | Bauformen: neuer Typus der Kreuzkuppelkirchen und Oktogonkuppelkirchen, Felsenkirchen, Klöster Ornamentik: Monumentale Wandmalerei, Mosaike | | - Markusdom (Venedig) - Kiewer Sophienkathedrale (Ukraine) - Hagia Sophia von Ohrid (Mazedonien) - Klöster auf Athos und in Mystras (Griechenland)                                                                                | |
| 1261–1453                 | Späte Epoche/komnenische und palaiologische Epoche |                                                    | | | | - Pammakaristos-Kirche (Istanbul, Türkei) | |
| Vorromanik                | 5.–10. Jh.                                         |                                                    | | | | | |
|                           | ca. 450–1066                                       | Angelsächsische Architektur                        | | England, Wales | Bauformen: langgestreckter Kirchenbau, meist einschiffig Material und Technik: hauptsächlich Holzbau, auch Bruch- und Backsteinbauten Rund- und Dreiecksbögen über Fenster und Türen, schlitzartige Fenster, deren Wände nach außen abgeschrägt sind | | - Turmportal und Long-and-short-work-Bossen (Steinfachwerk an den Kanten des Turms) der All Saints Church (Earl’s Barton, England) - Apsis der All Saints Church (Wing, England) |
| 480–750                   | Merowingische Architektur                          |                                                    | Fränkisches Reich, Deutschland | Bauformen: Baptisterien, Kleinkirchen, Zellenkirchen (u. a. in Spanien), einzelne Großbauten Städtebau: Klosterdörfer, geschlossene Klosteranlagen | | | |
|                           | Lombardische Architektur                           |                                                    | Lombardei und Oberitalien | Einflüsse aus der byzantinischen Architektur | | - Apsis von Sant’Ambrogio (Mailand, Italien) - San Michele Maggiore (Pavia, Italien) - Santa Maria in Valle – auch Tempietto Longobardo genannt – (Cividale del Friuli)                                                           | |
| 6.–8. Jh.                 | Westgotische Architektur                           |                                                    | Spanien | | | - Liste westgotischer Architekturdenkmäler in Spanien - Santa María de Quintanilla de las Viñas - Königshalle von Naranco | |
| 8.–10. Jh.                | Asturische Architektur                             |                                                    | nicht maurischer Teil Spaniens, (Königreich Asturien, Westgotenreich)                                                                                  | | | - Liste vorromanischer Bauwerke in Asturien | |
| 8.–10. Jh.                | Karolingische Architektur                          |                                                    | | Bauformen: Saalkirchen, drei Apsidensäle, Kaiserpfalzen, Pfeilerbasiliken, Westwerk Technik: Bronzeguss | | - Liste karolingischer Bauwerke - Torhalle Lorsch - Kloster Reichenau - Vierungskirche Neustadt am Main - Pfalzkapelle Aachen | |
| 9.–11. Jh.                | Mozarabische Architektur                           |                                                    | maurisches und christliches Spanien | Bauformen: mozarabische Kirchen | | - San Miguel de Escalada | |
| 919–1040                  | Ottonische Architektur                             |                                                    | Deutschland | Bauformen: Fliehburgen, Turmhügelburgen, wenige Großbauten Technik: Flachdecke, glatt geschlossene Wände Bauschule: Ottonisch-sächsische Bauschule | | - Liste ottonischer Bauwerke - Stiftskirche St. Cyriakus (Stift Gernrode) - Essener Münster (Essen) - Michaeliskirche Hildesheim - Ostbau des Mainzer Dom                                                                         | |
|                           | Altkroatische Präromanik                           |                                                    | Teile Kroatiens | | | | |
| Maurische Architektur     | 711–1492                                           | Al-Andalus (Spanien, Portugal)                     | | | | | |
|                           |                                                    | Umayyadische Architektur                           | | | | | - Mezquita-Catedral de Córdoba (Córdoba, Spanien) |
| 1031–1091                 | Architektur der Taifazeit                          |                                                    | Andalusien | Bauformen: Paläste Städtebau: hohe Stadtmauern aus Stampflehm Material und Technik: Stampflehm, Bruchstein, Quadersteine; Hufeisenbögen | | - Abu Ja’far Ahmad ibn Sulayman: Aljafería (Saragossa, Spanien) - Alcazaba (Málaga, Spanien) | |
| 1091–1248                 | almoravidische Architektur                         |                                                    | Andalusien | Städtebau: hohe Stadtmauern aus Stampflehm | | - Stadtmauer in Sevilla | |
|                           | almohadische Architektur                           |                                                    | | | | | |
|                           | nasridische Architektur                            |                                                    | | | | - Alhambra (Granada, Spanien) | |
| Mudejaren                 | 10.–16. Jh.                                        |                                                    | | Spanien, Sardinien, Neuspanien (16. Jh.) | Technik: Hufeisenbogen, Stalaktitgewölbe, Artesonado-Decken, Chelosia-Fenster Ornamentik: Mauresken, Stuckornamente, Fayencen und Majolikadekor | | - Synagoge von Toledo - der Turm der Kathedrale von Teruel - Apsis der Moschee Cristo de la Luz - Kirche und der Turm Santiago del Arrabal (Toledo)                              |
| Romanik                   | 1000–1268                                          |                                                    | | | Technik: Rundbogen | | |
|                           | 1000–1100                                          | Frühromanik                                        | | Deutschland, Normandie, Burgund | Bauformen: Fliehburgen, Turmhügelburgen, Donjon, Flachdeckbasiliken, Wölbkirchen (Staffelhallen) in Südwest-Europa Städtebau: Archipelstädte mit selbstständigen Gebäudegruppen zum Beispiel Pfalzen, Dome, Klöster Technik: Bündelpfeiler, Überfangbogen, Zwerggalerie, Quadermauerwerk löst Bruchsteinmauerwerk ab Deutschland: Westwerk, Stützenwechsel Frankreich: Staffelchor, Vierungsturm, Doppelturmfassade, Vorkirche, Portalturm | | |
| 1100–1180                 | Hochromanik                                        |                                                    | Deutschland, Frankreich, Italien | Bauformen: Ringmauerburgen, Abschnittsburgen Deutschland: Kaiserdome, Flachdeck-Basilika mit Stützenwechsel und Westwerk Frankreich: Cluniazenser-Kirchen, Emporenbasiliken, Emporenhallen England: Abteikathedralen Technik: Wölbung, Jochbildung, Rippengewölbe, Strebewerk, Triforium, erste Spitzbögen Bauschule: Hirsauer Bauschule | | - Speyerer Dom - Schiefer Turm von Pisa (Italien) - Braunschweiger Dom - Liebfrauenkirche (Halberstadt) | |
| 1135–1240                 | Spätromanik                                        |                                                    | | Bauformen:Verbindung romanischer Wandgestaltung mit gotischer Gewölbetechnik, Drei-Konchen-Chor Frankreich: letzte Großkirchen der Cluniazenser, Kirchen der Auvergne Technik: Backsteinbau im Norden und Osten Romanische Monumentalplastik Bauschule: Blütezeit der Bauschulen an Maas und Rhein                                       | | - Wormser Dom - St. Aposteln in Köln | |
|                           | Normannisch-arabisch-byzantinische Kunst           |                                                    | Sizilien | | | - Kathedrale von Cefalù - Palazzo dei Normanni (Palermo) - Cappella Palatina (Palermo) | |
| 11.–12. Jh.               | Anglo-Normannische Architektur                     |                                                    | England | Bauformen: Abteikirchen Technik: Kreuzrippengewölbe ab 1093 in Durham, Pfeifenkapitell, Würfelkapitell | | - Kathedrale von Durham (Durham, England) - Kathedrale von Peterborough (Peterborough, England) - Holy Sepulchre Church (Cambridge, England) - Southwell Minster (Southwell, England)                                             | |
| Gotik                     | 1140–1550                                          |                                                    | | | Technik: Kreuzrippengewölbe, Strebepfeiler, Spitzbogen, Maßwerk | | |
|                           | 1140–1250                                          | Frühgotik                                          | | Frankreich, Deutschland | Technik: Glasmalerei Frühgotische Monumentalplastik | | - Chorneubau der Kathedrale von Saint-Denis (Paris) – gilt als Initialbau der Gotik - Kathedrale von Noyon - Kathedrale von Laon – Entwicklung zur frühen Hochgotik              |
| 1175–1307                 | Early English Style                                | Frühgotik                                          | England | | | - Kathedrale von Salisbury - St. Andrew’s Cathedral (Wells) | |
| 1200–1350                 | Hochgotik                                          |                                                    | Frankreich, Deutschland, England | Bauformen: Sakralarchitektur: Hallenkirche, Bettelordenskirchen, Kapellensäle Kommunalarchitektur: Rathäuser, Spitäler Burgen: Dynastenburgen, Ordensburgen, Kastelltyp Technik: Glasmalerei Hochgotische Monumentalplastik | | - Kathedrale von Chartres (Frankreich) - Kathedrale Notre-Dame de Paris (Frankreich) - Kathedrale von Reims (Frankreich) - Kathedrale von Amiens (Frankreich) - Kathedrale von Bourges (Frankreich) - Marienburg (Malbork, Polen) | |
| 1270–1380                 | Hochgotik                                          | Rayonnant                                          | Frankreich | | | - Sainte-Chapelle (Paris) | |
| 1275–1377                 | Hochgotik                                          | Decorated Style                                    | England | Ornamentreich | | - Lichfield-Cathedral (Lichfield) | |
| 13.–16. Jh.               | Hochgotik                                          | Backsteingotik                                     | Ostseeraum von Norddeutschland bis Estland, in Polen mit Galizien bis ins Karpatenvorland, Nordseeraum mit Jütland, Niederrhein, Niederlande, Flandern | Entwicklung: Im Backsteinbau hielt sich die Frühgotik länger als im Werksteinbau. Technik: gemauerte Ornamente, teilw. glasierte Ziegel | | - Marienkirche (Lübeck) - St.-Nikolai-Kirche (Stralsund) | |
| 1350–1550                 | Spätgotik                                          |                                                    | Frankreich, Deutschland, England | Bauformen: Hallenkirche, Schloss- und Palastbau der Landesfürsten, Trennung von Wehr- und Wohnungsbau Technik: komplexere Rippengewölbe, Netzgewölbe und Fächergewölbe, Maßwerkornamentik, figurierte Gewölbe, übersteigerter Turmbau | | - Chor und Südturm des Veitsdoms (Prag) - Neue Kathedrale von Salamanca - Heilig-Kreuz-Münster (Schwäbisch Gmünd) - St. Martin (Amberg)                                                                                           | |
| 1380–1520                 | Spätgotik                                          | Flamboyantgotik (französisch, „flammend“)          | Frankreich | Technik: Sonderform des Maßwerks | | - Maßwerk der Westrose der Sainte-Chapelle (Paris) | |
| 1327–1500                 | Spätgotik                                          | Perpendicular Style (englisch, „senkrechter Stil“) | England | formen- und ornamentreiche Stilentwicklung | | - King’s College Chapel (Cambridge) - Lady Chapel des Westminster Abbey (London) - Abteikirche Bath - Kathedrale von Ely | |
| 1485–1550                 | Spätgotik                                          | Tudorstil (Spätphase des Perpendicular Style)      | England, Deutschland | Technik: Tudorbogen | | - Bramall Hall (England) - Hampton Court Palace (London, England) | |
| 1480–1510                 | Spätgotik                                          |                                                    | Isabellstil | Spanien | | | |
| Osmanische Architektur    | 14.–20. Jh.                                        |                                                    | | Osmanisches Reich | | | - Sinan: Şehzade-Mehmed-Moschee |

### Neuzeit im 15. bis 18. Jahrhundert
| Stil                   | Zeit                         | Unterteilung       | Sonderformen                     | Verbreitung                                                                        | Merkmale | Bild | Beispiele |
| ---------------------- | ---------------------------- | ------------------ | -------------------------------- | ---------------------------------------------------------------------------------- | --- | --- | --- |
| Osmanische Architektur | 14.–20. Jh.                  |                    |                                  | Osmanisches Reich                                                                  | | | - Sinan: Şehzade-Mehmed-Moschee |
|                        | 1730–1808                    | Osmanischer Barock |                                  |                                                                                    | | | |
| Renaissance            | 1420–1660                    |                    |                                  |                                                                                    | Formensprache der Antike, klassischer Strenge, durch einfache, geometrischen Formen sowie durch klassische Bauelemente wie Säulen, Pilaster, Kapitelle und Dreiecksgiebel | | |
|                        | 1420–1560                    | Frührenaissance    |                                  | Italien, Frankreich, Deutschland                                                   | | | - Filippo Brunelleschi: Kuppel des Doms zu Florenz, (Florenz, Italien) - Filippo Brunelleschi: Ospedale degli Innocenti - Michelozzo di Bartolommeo: Palazzo Medici Riccardi (Florenz, Italien) - Filarete: Turm des Filarete (Mailand, Italien) - Leon Battista Alberti: Sant’Andrea (Mantua, Italien) - Leon Battista Alberti: Palazzo Rucellai (Florenz, Italien) |
| 1485–1550              | Platero                      | Frührenaissance    | Spanien                          |                                                                                    | | - Treppe im Kreuzgang von Santa Cruz (Toledo, Spanien) | |
| 1500–1590              | Hochrenaissance              |                    | Italien, Frankreich, Deutschland |                                                                                    | | - Donato Bramante: Petersdom (Vatikanstadt) - Michelangelo: Kuppel Petersdom (Vatikanstadt) | |
| 1550–1600              | Hochrenaissance              | Desornamentado     | Spanien                          |                                                                                    | | - Juan Bautista de Toledo, Juan de Herrera: Real Sitio de San Lorenzo de El Escorial (San Lorenzo de El Escorial, Spanien) | |
| 1525–1620              | Manierismus/ Spätrenaissance |                    | Italien, Frankreich, Deutschland | vorsichtige Auflösung der Ordnungssysteme der Renaissance                          | | - Andrea Palladio: Villa Rotonda (Vicenza, Italien) - Giorgio Vasari, Bernardo Buontalenti, Alfonso Parigi: Uffizien (Florenz, Italien) - Giacomo Barozzi da Vignola: Palazzo Farnese (Caprarola) in Caprarola (Italien) - Filippo Brunelleschi: Palazzo Pitti (Florenz, Italien) - Heidelberger Schloss - Schloss Hellbrunn (Salzburg, Österreich) | |
| 1550–1610              | Manierismus/ Spätrenaissance | Elizabethan        | England                          |                                                                                    | | | |
| 1610–1640              | Manierismus/ Spätrenaissance | Jacobean           | England                          |                                                                                    | | | |
|                        | Manierismus/ Spätrenaissance |                    | Weserrenaissance                 |                                                                                    | | - Schloss Bevern - Eickesches Haus | |
| Barock                 | 1610–1770                    |                    |                                  |                                                                                    | Portugiesisch: Unregelmäßig geformte Perlen, üppige Prachtentfaltung, Ornament und Plastizität nahmen zu, Kunstform des Absolutismus und der Gegenreformation             | | |
|                        | 1570–1630                    | Frühbarock         |                                  | Italien                                                                            | | | - Gian Lorenzo Bernini: Palazzo Barberini (Rom, Italien) |
| 1643–1715              | Louis XIV                    | Frühbarock         | Frankreich                       |                                                                                    | | | |
| 1630–1700              | Hochbarock                   |                    |                                  |                                                                                    | | - Invalidendom (Paris, Frankreich) - Ca’ Pesaro (Venedig, Italien) | |
| 1610–1643              | Hochbarock                   | Louis XIII         | Frankreich                       |                                                                                    | | | |
| 1690–1720              | Hochbarock                   | Queen-Anne-Stil    | England                          |                                                                                    | | | |
| 1700–1780              | Rokoko/ Spätbarock           |                    |                                  | Rokoko von frz. rocaille „Muschel“, Weiterentwicklung in der Spätphase des Barocks | | - Jakob Prandtauer: Stift Melk (Melk, Österreich) - Amalienburg (München) - Schloss Belvedere (Wien, Österreich) | |
| 1690–1750              | Rokoko/ Spätbarock           | Churriguerismus    | Spanien                          |                                                                                    | | | |
| 1715–1723              | Rokoko/ Spätbarock           | Régence            | Frankreich                       |                                                                                    | | | |
| 1723–1774              | Rokoko/ Spätbarock           | Louis XV           | Frankreich                       |                                                                                    | | | |

### Neuzeit im 18. und 19. Jahrhundert
| Stil                          | Zeit | Unterteilung                                                  | Sonderformen                                                                                                | Verbreitung | Merkmale | Bild | Beispiele |
| ----------------------------- | --- | ------------------------------------------------------------- | --- | --- | --- | --- | --- |
| Traditionelle Wohnarchitektur | 18. Jahrhundert                                                                                           |                                                               | | | | | |
|                               | |                                                               | | Frankreich; als Französischer Kolonialstil 1700–1860 auch in Neufrankreich; als French Eclectic 1915–1945 in den USA                                                                               | Merkmale: Walmdächer mit großer Schräge, zur Traufe hin abgeflacht                                                                                           | | Commons : 18th-century houses in France – Sammlung von Bildern                                                                                            |
| Klassizismus                  | 1750–1840                                                                                                 |                                                               | | | Nachahmung der Bauformen der Antike (vorrangig griechischer Tempelbau)                                                                                       | | - Karl Friedrich Schinkel: Neue Wache (Berlin) - Leo von Klenze: Glyptothek (München) - Stadtanlage von Putbus unter Fürst Wilhelm Malte I. (Insel Rügen) |
|                               | 1620–1820                                                                                                 | Palladianismus                                                | | England | | | |
| 1710–1830                     | Georgianische Architektur                                                                                 |                                                               | England, Dreizehn Kolonien und USA                                                                          | | | | |
| 1760–1790                     | Georgianische Architektur                                                                                 | Adamstil (in den USA als „Federal Style“ bezeichnet)          | England, USA                                                                                                | | | | |
| 1790–1830                     | Georgianische Architektur                                                                                 | Regency                                                       | England; in den USA 1835–ca. 1915 als „Exotic Revival“ (ägyptisch und maurisch/orientalisch)                | Material und Technik: Gusseisen Ornamentik: stilistischer Eklektizismus mit u. a. ägyptischen, chinesischen und orientalischen Stilelementen Übergang: zum Historismus/Viktorianischer Architektur | | - John Nash: Royal Pavilion (Brighton, England) - Cumberland Terrace (London, England)                                                      | |
| 1750–1770                     | Frühklassizismus (in den USA als „Early Classical Revival“ bezeichnet)                                    |                                                               | USA | | | | |
| 1760–1790                     | Frühklassizismus (in den USA als „Early Classical Revival“ bezeichnet)                                    | Louis XVI                                                     | Frankreich                                                                                                  | | | | |
|                               | Frühklassizismus (in den USA als „Early Classical Revival“ bezeichnet)                                    | Gustavianischer Stil                                          | Schweden | | | - Pavillon Gustavs III. (Solna) | |
| 1750–1770                     | Revolutionsarchitektur                                                                                    |                                                               | | Streben nach reinen, geometrischen Formen; keine ausgeführten Bauten | | Vertreter: - Étienne-Louis Boullée - Friedrich Gilly                                                                                        | |
|                               | | Biedermeier                                                   | Deutschland, Österreich                                                                                     | | | - Palais Florastöckl (Baden, Österreich) | |
| 1795–1799                     | | Directoire                                                    | Frankreich                                                                                                  | | | | |
| 1804–1830                     | | Empire                                                        | Frankreich                                                                                                  | | | | |
| Historismus                   | 1840–1900                                                                                                 |                                                               | | | Rückgriff und Nachahmung älterer Stilrichtungen | | |
|                               | 1802–1885                                                                                                 | Italienisierender Stil                                        | | Großbritannien (seit 1802), USA (1840–1885) | | | Commons : Italianate architecture – Sammlung von Bildern                                                                                                  |
| 1840–1900                     | Neugotik/Gothic revival                                                                                   |                                                               | USA (1840–1880)                                                                                             | | | - Palace of Westminster - Erfurter Rathaus - Schloss Hluboká nad Vltavou (Hluboká nad Vltavou, Tschechien) - Votivkirche (Wien, Österreich) | |
| 1850–1885                     | Neorenaissance                                                                                            |                                                               | USA (1890–1935, als „Italian Renaissance“, „Renaissance Revival“; als New Traditional bis in die Gegenwart) | Rückgriff auf Formen der Renaissance | | | |
| 1850–1885                     | Neorenaissance                                                                                            | Châteauesque                                                  | Europa, Russland, USA (1880–1910), Kanada                                                                   | Rückgriff auf Formen der (Renaissance-)Schlösser der Loire | | Commons : Châteauesque architecture – Sammlung von Bildern                                                                                  | |
| 1852–1870                     | | Second Empire                                                 | Frankreich, als frühe Ausprägung der viktorianischen Architektur auch in den USA                            | Städtebau des Barons Haussmann in Paris | | - Charles Garnier: Opéra Garnier (Paris) - Seitenflügel des Louvre (Paris)                                                                  | |
| 1880–1910                     | Viktorianische Architektur                                                                                | Queen-Anne-Stil                                               | Großbritannien, Irland, USA (dort als New-Traditional-Architektur auch 1935–heute)                          | | | | |
| 1890–1930                     | | Beaux-Arts-Architektur                                        | Frankreich, Preußen, USA                                                                                    | | | - Bode-Museum (Berlin) | |
| 1870–1920er                   | Neuromanik                                                                                                |                                                               | in Nordamerika auch in der Sonderform des Richardsonian Romanesque (1880–1900)                              | Rückgriff auf Formen der Romanik | | - Schloss Neuschwanstein (Hohenschwangau) - Garnisonkirche St. Martin (Dresden)                                                             | |
| 1880–1920er                   | Neobarock                                                                                                 |                                                               | | Innenarchitektur auch als Neurokoko | | | |
| ab 1880–1950                  | Neoklassizismus                                                                                           |                                                               | USA (1895–1955 und als New Traditional bis in die Gegenwart)                                                | hält sich über das Ende des eigentlichen Historismus hinaus („Neohistorismus“) | | - Peter Behrens | |
| Mitte 19. Jh.                 | Neo-Tudor (in den USA als „Tudor Revival“ bezeichnet; als New Traditional seit 1935 bis in die Gegenwart) |                                                               | USA | | | - Schloss Cecilienhof (Potsdam) - Teile des University College Cork (Cork, Irland)                                                          | |
|                               | Eklektizismus                                                                                             |                                                               | | griech. eklektós „ausgewählt“, verschiedene Stile in einem Bauwerk kombiniert; zweite Blütezeit in der Postmoderne                                                                                 | | - Palacio de Cibeles (Madrid, Spanien) | |
|                               | Heimatstil, Exotische Revivals                                                                            |                                                               | | | | | |
| 1880–1915                     | Drachenstil                                                                                               | Norwegen                                                      | | | - Holm Hansen Munthe: Holmenkollen Turisthotell - Holm Hansen Munthe: Königliche Matrosenstation (Potsdam) - Henrik Bull: Regierungsgebäude von 1904 in Oslo | | |
|                               | Schweizerstil (in den USA als „Swiss Chalet Style“ bezeichnet)                                            | Schweiz, Deutschland, Schweden, Norwegen, USA (1835–ca. 1915) | | | - Kviknes hotel (Balestrand, Norwegen) | | |
|                               | Świdermajer                                                                                               | Polen                                                         | Villen in Holzbauweise                                                                                      | | | | |

### Architekturgeschichte einzelner Länder in Europa
- Bulgarien:
  - Architektur des Zweiten Bulgarenreiches
- Deutschland: Deutsche Architektur
  - Architektur in der Zeit des Nationalsozialismus
  - Architektur in der Deutschen Demokratischen Republik
- Finnland: Finnische Architektur
- Griechenland:
  - Architektur Athens
  - Kykladische Architektur
- Schweden: Schwedische Architektur
  - Liste historischer Gebäude in Schweden

## International

### Moderne
| Stil | Zeit                                          | Unterteilung                      | Verbreitung | Merkmale | Bild                                                                         | Beispiele |
| --- | --------------------------------------------- | --------------------------------- | --- | --- | ---------------------------------------------------------------------------- | --- |
| Arts and Crafts Movement (in den USA meist als „Craftsman“ bezeichnet)                                    | ab Mitte des 19. Jh. bis zur Jahrhundertwende |                                   | England, USA (1905–1925, als New Traditional auch 1935–heute)                                                                                              | Gegenbewegung zum Historismus und der industriellen Entwicklung, Entstehung vieler englischer Landhäuser |                                                                              | - Raymond Unwin, Barry Parker: Letchworth Garden City (Hertfordshire, England) - William Morris, Philip Speakman Webb: Red House (London, England) - weitere Vertreter: Richard Norman Shaw, Charles Rennie Mackintosh, Sir Edwin Lutyens |
| Jugendstil (Art Nouveau Secessionsstil Modern Style)                                                      | ca. 1880–1914                                 |                                   | | Ornamentik: dekorativ geschwungene Linien, flächenhafte, florale Ornamente |                                                                              | - Henri Sauvage: Villa Majorelle (Nancy, Frankreich) - Hector Guimard: Eingang der Métrostation Chardon-Lagache (Paris, Frankreich) - Victor Horta: Horta-Museum (Brüssel, Belgien) - Hagbarth Martin Schytte-Berg: Svaneapotek (Ålesund, Norwegen) - Otto Wagner: Postsparkasse (Wiener Secession) - Joseph Maria Olbrich: Hochzeitsturm Mathildenhöhe |
| |                                               | Modernisme                        | Katalonien | Technik: katalanischer Bogen |                                                                              | - Dachkonstruktion des Technikmuseums in Terrassa - Antoni Gaudí: Park Güell - Antoni Gaudí: Sagrada Família (Barcelona, Spanien) |
| Organische Architektur (in den USA auch „Organic Modernism“), nicht zu verwechseln mit ökologischem Bauen | ab der Wende zum 20. Jh.                      |                                   | Europa, USA (als Frank Lloyd Wrights Usonia 1939–1959, generell seit 1950)                                                                                 | ganzheitliches Bauen, Anstrebung einer Harmonie zwischen Gebäuden, Landschaft und Baumaterialien, organische, aus der Funktion heraus entwickelte Form für biologische, psychologische und soziale Zweckmäßigkeit, kann Stilelemente des Jugendstils, des Expressionismus und der Moderne enthalten |                                                                              | - Frank Lloyd Wright - Frei Otto: Olympiastadion München - Alvar Aalto - Carlo Scarpa |
| Traditionalismus                                                                                          | ca. 1904–1945                                 |                                   | | Bauschule: Delfter Schule, Stuttgarter Schule Verwendung ortsüblicher Baumaterialien (Backstein, Holz) und Formen |                                                                              | - Paul Bonatz: Hauptbahnhof Stuttgart - Peter Klotzbach: Rathaus Wiehl - weitere Vertreter:Julius Schulte-Frohlinde, Paul Schmitthenner - Hendrik Petrus Berlage: Amsterdamer Börse |
| |                                               | Heimatschutzarchitektur           | | |                                                                              | |
| | ab ca. 1905                                   | Reformarchitektur (Prämoderne)    | Deutschland | |                                                                              | - Bruno Schmitz: Völkerschlachtdenkmal (Leipzig) - Heinrich Tessenow: Festspielhaus Hellerau (Dresden) - Architekturbüro Schilling & Graebner: Christuskirche (Dresden-Strehlen) - Moltkeviertel (Essen) |
| Prager KubismusS. 98–101                                                                                  | 1910–1914                                     |                                   | Tschechien | Ziel war der künstlerische Ausdruck in der Architektur |                                                                              | - Josef Chochol: Mietshaus in der Neklavonastraße (Prag) - Josef Chochol: Villa auf dem Vyšehrad (Prag) - Josef Gočár: Haus zur schwarzen Madonna (Prag) |
| Expressionismus                                                                                           | 1918–1920                                     |                                   | Deutschland | starke Plastizität, runde und gezackte Formen; Gläserne Kette |                                                                              | - Erich Mendelsohn: Einsteinturm (Potsdam) - Hans Poelzig: Großes Schauspielhaus (Berlin) - Ludwig Wirth: Stadthaus Dresden |
| |                                               | Backsteinexpressionismus          | Deutschland, Niederlande | Material: Backstein |                                                                              | - Michel de Klerk: Het Schip (Amsterdamer Schule) - Fritz Höger: Chilehaus (Hamburg) - Fritz Höger: Anzeiger-Hochhaus (Hannover) - Gustav August Munzer: Marine-Ehrenmal Laboe |
| Nordischer Klassizismus                                                                                   | 1920er                                        |                                   | Nordische Länder | |                                                                              | - Gunnar Asplund: Monumenthallen des Skogskyrkogård (Stockholm, Schweden) - Johan Sigfrid Sirén: Parlamentsgebäude (Helsinki, Finnland) |
| Art déco                                                                                                  | ca. 1920–1940er                               |                                   | USA (1920–1940), Europa | Ornamentik: flächige, stilisierte florale Elemente; in den USA auch: Zickzackmuster und Betonung der Vertikale Baumaterial: teure Materialien für Ornamente und Innenausstattungen |                                                                              | - William Van Alen: Chrysler Building (New York) - Architekturbüro Zweck & Voigt: Grassimuseum (Leipzig) - Renaissance-Theater (Berlin) - Juan Arellano: Manila Metropolitan Theater (Manila, Philippinen) - Auguste Bluysen: Le Grand Rex (Paris, Frankreich)                                                                                          |
| Stromlinien-Moderne (Art moderne)                                                                         | 1920–1940                                     |                                   | USA, Europa | Bauformen: Öffentliche und Geschäftsgebäude, seltener Wohngebäude Kennzeichen: Dach meist flach; glatte, verputzte Wände; stromlinienförmige Wände, Betonung der Horizontale |                                                                              | Commons : Streamline Moderne architecture – Sammlung von Bildern |
| De Stijl                                                                                                  | 1917–1930                                     |                                   | Niederlande | war im eigentlichen eine Künstlervereinigung und deren Zeitschrift in Leiden, geometrisch-abstrakte, asketische und funktionale Architektur |                                                                              | - Gerrit Rietveld: Schröder-Haus (Utrecht, Niederlande) - Robert van ’t Hoff: Villa Henry - weitere Vertreter: Jacobus Johannes Pieter Oud |
| Konstruktivismus                                                                                          | 1920–1930                                     |                                   | Sowjetunion | schlichte, geometrische Form, Funktion steht im Vordergrund |                                                                              | - Konstantin Melnikow: Intourist Garage (Moskau) - Konstantin Melnikow: Melnikow-Haus (Moskau) - Hotel Iset (Jekaterinburg) - weitere Vertreter: Moissei Ginsburg, Noi Abramowitsch Trozki, Boris Michailowitsch Iofan |
| Sozialistischer Klassizismus auch Stalingotik/Stalin-Empire genannt                                       | 1934–1950er, bis heute in Nordkorea           |                                   | ausschließlich sozialistische Länder: Sowjetunion, DDR, Polen, Nordkorea, China                                                                            | monumentale Repräsentationsbauwerke |                                                                              | - Theater der Russischen Armee - Kulturpalast (Warschau, Polen) |
| Klassische Moderne/Internationaler Stil                                                                   | 1920 bis heute                                |                                   | Europa, seit 1925 USA und später weltweit | Minimalistische und funktionale Tendenzen |                                                                              | - wichtige Vertreter: Ludwig Mies van der Rohe, Le Corbusier, Frank Lloyd Wright, Walter Gropius, Louis Sullivan |
| |                                               | Neue Sachlichkeit                 | Deutschland, Frankreich, Schweiz | Abkehr vom Expressionismus und Jugendstil, Neues Bauen war eine Strömung innerhalb der Neuen Sachlichkeit |                                                                              | - Weißenhofsiedlung - Bruno Taut |
| | Funktionalismus                               | Deutschland, Österreich, Finnland | Zurücktreten rein ästhetischer Gestaltungsprinzipien, Louis Sullivan: Form follows function                                                                | | - Walter Gropius: Fagus-Werk (Alfeld) - Adolf Loos: Looshaus - Arne Jacobsen | |
| | Rationalismus                                 | Italien                           | | | - Giuseppe Terragni - Aldo Rossi                                             | |
| 1919–1933                                                                                                 | Bauhaus                                       | Deutschland                       | war im eigentlichen Sinne eine deutsche Bauschule, als Stilrichtung fand der Begriff eine erweiterte Anwendung für eine Architektur der Neuen Sachlichkeit | | Leiter: Walter Gropius, Ludwig Mies van der Rohe und Hannes Meyer            | |

### Spätes 20. Jh. und Zeitgenössische Architektur
| Architekturströmungen                                                                    | Zeit                                      | Merkmale | Bild | Beispiele |
| ---------------------------------------------------------------------------------------- | ----------------------------------------- | --- | ---- | --- |
| Brutalismus                                                                              | 1950–1970, in den USA bis 1980            | von innen nach außen entwickelte Gebäude(S. 270), Zurschaustellung des Baumaterials und der Strukturelemente Baumaterial: roher Beton, gelegentlich Backstein                 |      | - Günter Bock: Haus Sindlingen (Frankfurt am Main) - Le Corbusier: Sainte-Marie de la Tourette (Éveux, Frankreich) - Le Corbusier: Wohneinheit Unité d’habitation (Marseille, Frankreich) - Alison und Peter Smithson: Schule in Hunstanton                                                                           |
| High-Tech-Architektur (auch: Spätmoderne Architektur oder struktureller Expressionismus) | seit 1970                                 | Verwendung neuer Technologien und Werkstoffe, Betonung der Konstruktion und Gebäudetechnik                                                                                    |      | - Richard Rogers, Renzo Piano: Centre Georges-Pompidou (Paris, Frankreich) - Richard Rogers: Lloyd’s Building (London, England) - Bruce J. Graham, Fazlur Khan: 875 North Michigan Avenue (Chicago, USA) - HSBC-Hauptquartier (Hongkong, China)                                                                       |
| Strukturalismus                                                                          | Mitte des 20. Jh.                         | Berücksichtigung menschlicher Bedürfnisse, Ordnung der Beziehungen eines Systems(S. 273)                                                                                      |      | - Piet Blom: Kubushäuser (Rotterdam, Niederlande) - Herman Hertzberger: Bürogebäude Centraal Beheer (Apeldoorn, Niederlande) - Aldo van Eyck: Raumfahrtzentrum ESTEC (Noordwijk, Niederlande) - Louis I. Kahn: Salk Institute for Biological Studies (La Jolla, USA) - Kenzō Tange                                    |
| Postmoderne Architektur (Nachmoderne)                                                    | seit 1970 (in den USA seit 1964)          | Gegenbewegung zur Moderne, eklektizistisch |      | - Charles Willard Moore: Piazza d’Italia (New Orleans, USA) - Philip Johnson: 550 Madison Avenue (New York, USA) - James Stirling: Hochschule für Musik und Darstellende Kunst (Stuttgart) - Friedrichstadt-Palast (Berlin) - Robert Venturi                                                                          |
| Kritischer Regionalismus                                                                 |                                           | Aufgreifen regionaler Besonderheiten |      | - Jørn Utzon: Kirche von Bagsværd (Dänemark) - Mario Botta - Álvaro Siza - Rafael Moneo - Glenn Murcutt - Tadao Andō |
| Dekonstruktivismus                                                                       | ab 1980                                   | Dissonante Architektursprache, Betonung von gegensätzlichen Formen |      | - Frank Gehry: Guggenheim-Museum Bilbao (Bilbao, Spanien) - Daniel Libeskind: Jüdisches Museum Berlin - Rem Koolhaas: Niederländische Botschaft (Berlin) - Peter Eisenman, Zaha Hadid: phæno (Wolfsburg) - Coop Himmelb(l)au: Ufa-Kristallpalast (Dresden) - Bernard Tschumi: Parc de la Villette (Paris, Frankreich) |
| Minimalismus                                                                             | 1980er-1990er, relevant bis heute(S. 328) | einfache Formensprache, Verzicht auf Dekorationselemente |      | - Peter Zumthor: Kunsthaus Bregenz (Bregenz, Österreich) - Johan Otto von Spreckelsen: Grande Arche (Paris, Frankreich) - Dominique Perrault: Bibliothèque nationale de France (Paris, Frankreich) |
| Ökologisches Bauen                                                                       |                                           | ressourcenschonend, Bauen mit nachwachsenden Rohstoffen, Baubotanik |      | |
| Supermodernismus                                                                         |                                           | Tendenzen der klassischen Moderne |      | - OMA: Casa da Música (Porto, Portugal) |
| Blob-Architektur                                                                         |                                           | komplexe, fließende, oft gerundete amorphe und biomorphe Formen |      | - Future Systems: Selfridges Building (Birmingham, England) - Peter Cook und Colin Fournier: Kunsthaus Graz (Graz, Österreich) |
| Parametrismus                                                                            |                                           | aus einem organisch-kontextuellen und parametrisch-algorithmisch kontrollierbaren Architekturverständnis resultierende Formensprache                                          |      | - UNStudio: Mercedes-Benz Welt (Stuttgart) - Zaha Hadid: Dubai Opera (Dubai, Vereinigte Arabische Emirate) |
| Neue traditionelle Architektur und lokales Bauen                                         |                                           | bis heute fortgeführte oder wieder aufgegriffene Bauweisen, bei denen lokale Materialien und Bautraditionen zum Einsatz kommen, wiedererkennbare regionale Architektursprache |      | - Schist-Häuser, Lousã, Portugal - Reetdachhäuser in Küstenregionen - Schwarzwaldhäuser - Alpenhütten - Bauernhäuser auf Madeira |

### Architektur nach Funktion
- Bäderarchitektur, Architektur von Kurgebäuden
- Industriearchitektur
- Weinarchitektur
- Zooarchitektur

### Architektur nach Material
- Eisenarchitektur
- Glasarchitektur
- Solararchitektur
- Textiles Bauen